# Rodriguezia chimorensis
Rodriguezia chimorensis är en orkidéart som beskrevs av Dodson och Roberto Vásquez. Rodriguezia chimorensis ingår i släktet Rodriguezia och familjen orkidéer. Inga underarter finns listade i Catalogue of Life.